# Bill Lomas
Bill Lomas, född den 8 mars 1927, död den 14 augusti 2007 i Mansfield var en brittisk roadracingförare som vann 350GP två gånger.

## Segrar 500GP
| Nummer | Grand Prix | År   |
| ------ | ---------- | ---- |
| 1      | Italien    | 1955 |

## Segrar 350GP
| Nummer | Grand Prix   | År   |
| ------ | ------------ | ---- |
| 1      | Isle of Man  | 1955 |
| 2      | Västtyskland | 1955 |
| 3      | Belgien      | 1955 |
| 4      | Nordirland   | 1955 |
| 5      | Holland      | 1956 |
| 6      | Västtyskland | 1956 |
| 7      | Nordirland   | 1956 |

## Segrar 250GP
| Nummer | Grand Prix  | År   |
| ------ | ----------- | ---- |
| 1      | Isle of Man | 1955 |